# Tour Lobo suelto/Cordero atado
El Tour Lobo suelto/Cordero atado fue la séptima gira que realizó la banda de rock argentino Patricio Rey y sus Redonditos de Ricota. Comenzó el 19 de noviembre de 1993 y terminó el 9 de diciembre de 1995. Se realizó para presentar su doble disco Lobo suelto, Cordero atado. Comenzaron con dos shows en el estadio de Huracán los días 19 y 20 de noviembre de 1993. En esos dos recitales contaron con Las Blacanblús (al primer y segundo día), Sergio Poli (el primer día) y Conejo Jolivet (en los dos días), quien había ingresado a la banda en sus inicios. Luego tocaron en Rosario el 10 de diciembre, apenas cumplidos los 10 años del regreso de la democracia. Volvieron al ruedo el 14 de mayo de 1994, otra vez en el estadio de Huracán en coincidencia con el concierto de Ramones en el estadio de Vélez, para luego dar tres shows en Mar del Plata entre el 12 y el 14 de agosto de ese año. Cabe destacar que para esa fecha estaban grabando el nuevo disco, que sería el sucesor de este disco doble. Vuelven otra vez al estadio de Huracán los días 16 y 17 de diciembre, para despedir el año. Fue así que no volvieron a los escenarios hasta agosto de 1995 debido a la grabación de este disco. Dieron dos conciertos en San Carlos Centro el 19 y 20 de agosto, lo que significó el regreso a los escenarios. Dieron otros tres shows en Mar del Plata el 13, 14 y 15 de octubre, para despedir el año en Entre Ríos los días 8 y 9 de diciembre. Tras finalizar la gira, luego de otros recitales lanzaron su disco Luzbelito.

## Lanzamiento del disco y gira

### 1993
En octubre sale el disco doble titulado Lobo suelto/Cordero atado, y cuenta con Guillermo Piccolini, Barry Brodsky, Sergio Poli y Hernán Aramberri. Contiene 25 temas: 13 en Lobo suelto y 12 en Cordero atado. El 4 de noviembre realizan una entrevista en la FM 100, en donde hablan acerca de los dos shows en el estadio de Huracán. Precisamente, el 19 y 20 de noviembre, la banda se decide a tocar en el estadio de Huracán para la presentación de su flamante disco doble. Una de las presentaciones estuvo enfocada a Lobo suelto, y la otra a Cordero atado. En el recital del 19 de noviembre, la banda contó con la participación del dominicano nacionalizado argentino Jean-Gabriel Jolivet y Sergio Poli. Ambos tocaron Espejismo y Vamos las bandas. En el recital del día 20, suben al escenario Las Blacanblús, con quienes tocan Es hora de levantarse querido ¿Dormiste bien? y Caña seca y un membrillo, y luego vuelve a subir el Conejo Jolivet para interpretar el tema antes mencionado, Botija rapado, Vamos las bandas y Unos pocos peligros sensatos. En este segundo show le dedicaron Etiqueta negra al fallecido Alberto Olmedo, más conocido en su carrera actoral como El Negro. Para despedir el año, tocan en la Sociedad Rural de Rosario el día 10 de diciembre.

### 1994
El 14 de mayo vuelven al ruedo, otra vez en el estadio de Huracán. En ese mismo día, The Ramones hicieron lo propio en el estadio de Vélez, junto con Motörhead. Tres meses después, la banda realiza tres shows en Mar del Plata el 12, 13 y 14 de agosto, y tuvieron lugar en la Go! Disco (En esos recitales tocaron varias canciones que no sonaban hace mucho tiempo). En diciembre, la banda hace otros dos shows en el estadio de Huracán los días 16 y 17 de diciembre, y previo a esto, hacen una prueba de sonido el día jueves 15. Fue así que despidieron el año. Es así que no volvieron a los escenarios hasta 8 meses más tarde, ya que se encontraban grabando el sucesor del disco doble.

### 1995
Siguen grabando su disco. 8 meses más tarde vuelven a los escenarios, con dos shows en la disco L'étoile de San Carlos. Tuvieron lugar el 19 y 20 de agosto. El lugar estaba totalmente colmado. El día 19, mientras la banda interpretaba el tema Un pacman en el savoy, tuvieron que parar el concierto por un instante, porque parecía que uno de los asistentes se había caído de una de las columnas de sonido. Pero no pasó nada y el recital siguió su curso. El 13, 14 y 15 de octubre, y después de un año y dos meses, la banda regresa nuevamente a la Go! Disco. Por último, y para cerrar el año, la banda toca en la discoteca Costa Chaval de Concordia, Entre Ríos los días 8 y 9 de diciembre, y es ahí donde se produce el regreso del Indio a su tierra natal después de casi 47 años.

## Lista de canciones
Representa la misa del 19 de noviembre de 1993 en el estadio de Huracán.
1. "Rock para el negro Atila"
2. "Mi perro Dinamita"
3. "El pibe de los astilleros"
4. "Buenas noticias"
5. "Nueva Roma"
6. "Sorpresa de Shangai"
7. "Shopping Disco-Zen"
8. "La bestia pop"
9. "Un ángel para tu soledad"
10. "Susanita"
11. "Espejismo"
12. "Nuestro amo juega al esclavo"
13. "Nadie es perfecto"
14. "La hija del fletero"
15. "Héroe del whisky"
16. "Salando las heridas"
17. "Gran lady"
18. "Vamos las bandas"
19. "El lobo caído"
20. "Un poco de amor francés"
21. "Un tal Brigitte Bardot"
22. "Ji ji ji"
23. "Unos pocos peligros sensatos"
24. "Queso ruso"

## Conciertos
| Fecha                   | Ciudad            | País      | Recinto         |
| ----------------------- | ----------------- | --------- | --------------- |
| 19 de noviembre de 1993 | Buenos Aires      | Argentina | Estadio Huracán |
| 20 de noviembre de 1993 | Buenos Aires      | Argentina | Estadio Huracán |
| 10 de diciembre de 1993 | Rosario           | Argentina | Sociedad Rural  |
| 14 de mayo de 1994      | Buenos Aires      | Argentina | Estadio Huracán |
| 12 de agosto de 1994    | Mar del Plata     | Argentina | Go! Disco       |
| 13 de agosto de 1994    | Mar del Plata     | Argentina | Go! Disco       |
| 14 de agosto de 1994    | Mar del Plata     | Argentina | Go! Disco       |
| 16 de diciembre de 1994 | Buenos Aires      | Argentina | Estadio Huracán |
| 17 de diciembre de 1994 | Buenos Aires      | Argentina | Estadio Huracán |
| 19 de agosto de 1995    | San Carlos Centro | Argentina | L'étôile Disco  |
| 20 de agosto de 1995    | San Carlos Centro | Argentina | L'étôile Disco  |
| 13 de octubre de 1995   | Mar del Plata     | Argentina | Go! Disco       |
| 14 de octubre de 1995   | Mar del Plata     | Argentina | Go! Disco       |
| 15 de octubre de 1995   | Mar del Plata     | Argentina | Go! Disco       |
| 8 de diciembre de 1995  | Concordia         | Argentina | Costa Chaval    |
| 9 de diciembre de 1995  | Concordia         | Argentina | Costa Chaval    |

## Formación durante la gira
- Indio Solari - Voz
- Skay Beilinson - Guitarra eléctrica
- Semilla Bucciarelli - Bajo
- Walter Sidotti - Batería
- Sergio Dawi - Saxo

- Datos: Q25408505